# Discothèque
Discothèque è una canzone del gruppo irlandese U2, ed è il primo singolo ad essere estratto dall'album del 1997 Pop.

## Descrizione
Uno spezzone del brano di trenta secondi fu diffuso illegalmente su Internet il 26 ottobre 1996, ed il 27 dicembre dello stesso anno, l'intera canzone era reperibile. Gli U2 per tale ragione furono costretti ad anticipare l'uscita del singolo. "Discothèque" debuttò alla terza posizione della classifica Modern Rock Tracks e fu certificato disco d'oro il 7 aprile 1997. La canzone debuttò alla posizione numero 10 della Billboard Hot 100, ma uscì dalla top 40 dopo appena quattro settimane. È stato il sesto ed ultimo singolo degli U2 ad entrare nella top 10 statunitense. Nel Regno Unito e in Italia il brano invece è arrivato fino alla prima posizione.
La canzone è stata remixata in occasione del greatest hits The Best of 1990-2000 del 2002. Questa nuova versione comprende un intro più lungo, e l'utilizzo della batteria elettronica. La "nuova" Discothèque è molto simile alla versione che gli U2 eseguivano durante i tour nel 1997 e 1998.

## Video musicale
Il video è stato diretto da Stéphane Sednaoui e vede il gruppo, vestito come i Village People esibirsi in una stanza ricoperta di specchi ed illuminata da luci stroboscopiche.

## Tracce

### Versione 1
1. Discothèque (12" Version) (5:08)
2. Holy Joe (Garage Mix) (4:21)
3. Holy Joe (Guilty Mix) (5:08)

### Versione 2
1. Discothèque (DM Deep Club Mix) (7:00)
2. Discothèque (Howie B Hairy B Mix) (7:39)
3. Discothèque (Hexadecimal Mix) (7:21)
4. Discothèque (DM TEC Radio Mix) (3:45)

### Versione 3
1. Discothèque (DM Deep Extended Club Mix) (10:04)
2. Discothèque (Hexadecimal Mix) (7:21)
3. Discothèque (Album Version) (5:19)
4. Holy Joe (Guilty Mix) (5:08)
5. Discothèque (Howie B Hairy B Mix) (7:39)

### Versione 4
1. Discothèque (DM Deep Club Mix) (7:00)
2. Discothèque (Hexadecimal Mix) (7:21)
3. Discothèque (DM Deep Instrumental Mix) (6:58)
4. Discothèque (Radio Edit) (4:34)

### Versione 5
1. Discothèque (DM Deep Extended Club Mix) (10:04)
2. Discothèque (DM Deep Beats Mix) (3:59)
3. Discothèque (DM TEC Radio Mix) (3:45)
4. Discothèque (DM Deep Instrumental Mix) (6:58)
5. Discothèque (12" Version) (5:08)
6. Discothèque (David Holmes Mix) (6:14)
7. Discothèque (Howie B Hairy B Mix) (7:39)
8. Discothèque (Hexadecimal Mix) (7:21)

## Formazione
- Bono – voce
- The Edge – chitarra, cori
- Adam Clayton – basso
- Larry Mullen – batteria, percussioni

## Classifiche
| Classifica (1997)               | Posizione massima |
| ------------------------------- | ----------------- |
| Australia                       | 3                 |
| Austria                         | 9                 |
| Belgio (Fiandre)                | 14                |
| Belgio (Vallonia)               | 5                 |
| Canada                          | 2                 |
| Canada (dance/urban)            | 1                 |
| Canada (rock/alternative)       | 1                 |
| Danimarca                       | 4                 |
| Europa                          | 3                 |
| Finlandia                       | 1                 |
| Francia                         | 12                |
| Germania                        | 9                 |
| Irlanda                         | 1                 |
| Italia                          | 1                 |
| Norvegia                        | 1                 |
| Nuova Zelanda                   | 1                 |
| Paesi Bassi                     | 6                 |
| Regno Unito                     | 1                 |
| Spagna                          | 1                 |
| Stati Uniti                     | 10                |
| Stati Uniti (adult alternative) | 7                 |
| Stati Uniti (alternative)       | 1                 |
| Stati Uniti (dance club)        | 1                 |
| Stati Uniti (dance/electronic)  | 1                 |
| Stati Uniti (mainstream rock)   | 6                 |
| Stati Uniti (pop)               | 40                |
| Svezia                          | 2                 |
| Svizzera                        | 6                 |